# Fsck

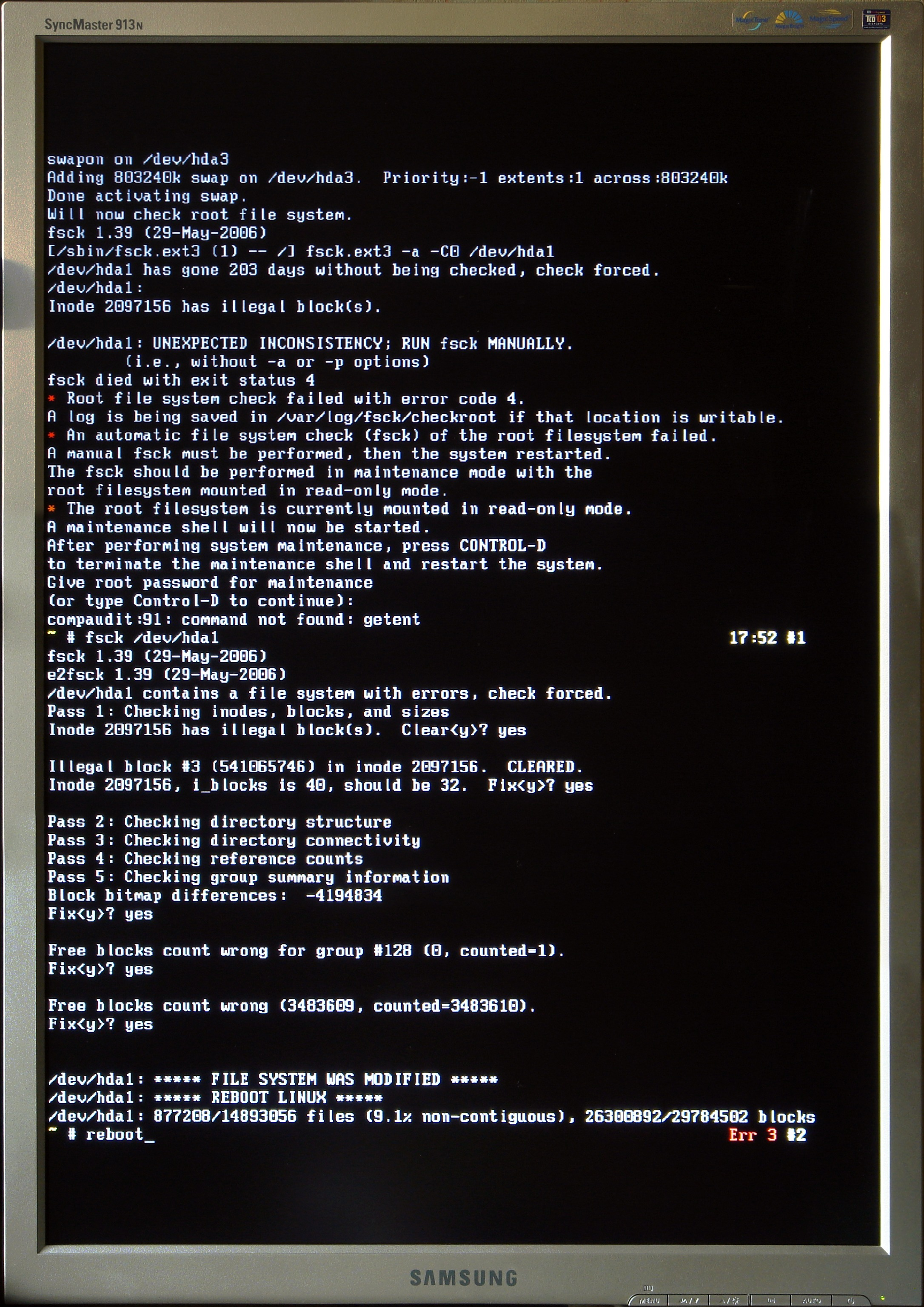
Działanie fsck pod Linuksem

fsck (ang. file system check) – uniksowy program do sprawdzania integralności systemu plików.
Zwykle fsck jest uruchamiany podczas ładowania systemu, aby sprawdzić, czy system plików jest w dobrym stanie i czy dysk nie posiada uszkodzonych sektorów. Jeżeli system plików dysku lub pojedynczej partycji jest w złym stanie, na przykład w wyniku zaniku zasilania, fsck próbuje go naprawić. Na systemach plików, które nie obsługują księgowania, jak na przykład ext2, może to trwać nawet przez wiele godzin, w zależności od pojemności partycji.
fsck może być też uruchomiony ręcznie przez administratora systemu, jeżeli ten uzna, że to konieczne.
Odpowiednikiem fsck dla Windows jest Scandisk lub CHKDSK.